# Просто неба
 Просто неба  — дебютний альбом співачки Росави, виданий музичним холдингом Lavina music у 2001 році.
У 2008 році альбом був перевиданий лейблом COMP music.

## Трек-лист

### Видання 2001 року
1. Просто неба
2. Обійми
3. Росава
4. Прокидаюсь
5. День & ніч
6. На волю в небеса
7. Ой де ти
8. Зневірилась
9. Слова
10. Блудна
11. Косиця квітне

#### Бонус
1. Обійми (Ремікс Студії Гадюкіни Рекордз)
2. День & Ніч (Ремікс Студії Гадюкіни Рекордз)
3. Ой, Рясна-Красна (Колядка)
4. Дівчина така я
5. Отакая дівчина (beag bit FS rmx)
6. Наша Україна

### Перевидання 2008 року
1. Просто неба
2. Обійми
3. Росава
4. Прокидаюсь
5. День & ніч
6. На волю в небеса
7. Ой де ти
8. Зневірилась
9. Слова
10. Блудна
11. Косиця квітне
12. Ой, рясна-красна (колядка)
13. Наша Україна
14. Дівчина така я

#### Бонус
1. Золота вишиванка (Kofein rmx)
2. Обійми (Гадюкіни Рекордз перегранець)
3. День і ніч (Гадюкіни Рекордз перегранець)
4. Дівчина така я (Фактично Самі перегранець)